# 이탈리아 육군
이탈리아 육군(이탈리아어: Esercito Italiano 에세르치토 이탈리아노[*], EI)은 이탈리아군의 지상군 전력이다. 이탈리아 육군의 역사는 1850년대에서 1860년대까지 지속된 이탈리아 통일운동에서 시작되었다. 이탈리아 육군은 제1차 세계대전 당시 중국과 리비아의 이탈리아령 식민지에서 벌어진 전투에 참여하고 오스트리아-헝가리에 맞서 이탈리아 북부에서 전투를 벌였다. 또한 전간기에는 아비시니아, 그리고 제2차 세계대전 도중에는 알바니아, 발칸 반도, 북아프리카, 소비에트 연방, 그리고 이탈리아 본토 등지에서 전투를 벌였다. 냉전 시대에는 동쪽에 위치한 바르샤바 조약기구의 침략을 대비해 방어를 준비했다. 냉전이 종식된 이후에 이탈리아 육군은 아프가니스탄과 이란에서 수많은 평화 유지 임무를 수행하고 전투를 벌였다. 이탈리아 육군의 잘 알려진 전투차량에는 다르도 보병전투차, 센타우로 구축전차와 아리에테 전차 등이 있으며 항공기 중에서는 최근 유엔 임무에서도 활용된 망구스타 공격 헬리콥터 등이 잘 알려져 있다. 육군 참모총장의 사령부는 현재 대통령궁으로 사용되고 있는 로마 퀴리날레궁의 반대편에 위치하고 있다. 이탈리아 육군은 전원 자원자로 이루어진 상비군이다.

## 역사
이탈리아 육군은 교황령 병합과 이탈리아의 통일 (리소르지멘토) 이후 창설된 이탈리아 왕국 육군(Regio Esercito)에서 비롯되었다. 1861년, 주세페 가리발디의 요청으로 사보이아가의 비토리오 에마누엘레 2세가 신생 이탈리아 왕국의 국왕으로 즉위하였다.
이탈리아는 1900년의 의화단 운동이 벌어지자 중국으로, 그리고 1911-1912년의 터키-이탈리아 전쟁 당시에는 리비아로 원정군을 파견했다.

### 제1차 세계대전
이탈리아 왕국 육군이 참전한 첫 대규모 현대전은 제1차 세계대전이다. 대부분의 전투는 북부 이탈리아에서 벌어졌으며 왕국군은 700,000명 이상의 사망자를 포함한 큰 피해를 입었다. 특히 1915년 5월에서 1917년 8월까지, 3개월에 한 번꼴로 강행된 이탈리아군의 공세 횟수는 서부 전선보다도 빈번했다. 이탈리아군의 규율 또한 타국가보다 엄격해 병사의 실책에 대한 처벌의 강도는 독일, 프랑스, 영국군에 비해 가혹했다.
전간기 도중 이탈리아 왕국 육군은 이탈리아의 에티오피아 침공에 참여했으며, 스페인 내전에 자원병 군단을 파견해 인력과 물자를 투입했다. 또한 이탈리아 왕국 육군은 알바니아도 침공하였다.

### 제2차 세계대전
문서상으로 이탈리아 왕국 육군은 2차 세계대전에 참전한 가장 큰 규모의 지상군중 하나였다. 그리고 공수부대 운용의 선구자이기도 했다. 하지만 실질적으로 운용할 수 있는 병력의 수는 제한적이었다. 게다가 상대적으로 작은 규모인 이탈리아의 사단들은 화력이 부족해 많은 사단들이 검은 셔츠단의 단원들로 이루어진 2개의 공격대대(Gruppo d'Assalto)를 증원받았다.
2차 세계대전중 이탈리아의 군사적 업적은 거의 항상 무시받는다. 이러한 인식은 이집트에 대한 이탈리아군 공세의 재앙적 실패, 그리고 그리스-이탈리아 전쟁 당시 이탈리아군의 졸전의 영향으로 생겨났다. 두 공세 모두 준비가 부족하고 미숙하게 시행되었다. 이탈리아 왕국 육군의 제10군은 공세 초반에는 이집트내로 진격했지만 나침반 작전 이후 이탈리아 제10군은 자신 5분의 1 규모밖에 되지 않는 영국군에게 패퇴하여 거의 전멸한채로 중앙 리비아까지 밀려나 항복한다.
이탈리아 왕국 육군은 무능한 군사 지도부뿐만 아니라 1차 세계대전부터 쓰인, 당시에는 이미 연합군과 독일군에서 도태된 무기들을 사용해 더욱 전투 능력이 떨어졌다. 이탈리아 M11, M13, M14, 그리고 M15 '중형' 전차는 상대적으로 장갑이 두꺼운 미국 셔먼 전차에 비하면 상당히 전투력이 떨어졌다. 더욱 심각한 사실은 이탈리아 왕국 육군은 모든 종류의 장비가 부족했으며 군사 지도부는 이를 해결할 적확한 보급 계획이 없었다. 대공포는 숫자가 너무 부족했으며, 대전차포는 적 전차의 장갑을 뚫지 못했고, 트럭 또한 매우 부족했다.
러시아의 이탈리아 원정군은 조반니 메세 장군의 지휘를 받았는데 그는 물자와 장비가 심각하게 부족한 점을 상부에 보고했고 이로 인해 1942년 11월 1일에 해임되었다. 1942년 12월 12일에 소련의 천왕성 작전이 개시되자 이탈리아 제8군은 순식간에 궤멸되었다. 이탈리아군은 제2산악사단 트리덴티나(Tridentina), 제산악사단 줄리아(Julia), 쿠닌세(Cuneense)를 비롯한 부대의 3분의 1만이 소련군의 포위망을 탈출하는데 성공했다. 이탈리아 제2군단과 제38군단은 포위된지 3주만에 결국 항복했다.
북아프리카에서는 제132 아리에테 기갑사단과 제185 폴고레 공수사단이 제2차 엘 알라메인 전투에서 완전히 전멸할때까지 전투를 벌였다. 전투는 패배로 끝났지만 동아프리카 케렌 전투에서 이탈리아 장병들이 보여준 강력한 저항 의지는 현재까지도 이탈리아군에서 기념된다.
튀니지에서 추축군이 패배하자 이탈리아군의 사기는 급락했다. 연합군이 1943년 7월 10일 시칠리아에 상륙하자 대다수의 해안 방어사단들은 저항 없이 해체되었다. 군의 낮은 사기는 결국 15일후에 국왕 비토리오 에마누엘레 3세가 베니토 무솔리니 총리를 축출시키게 한다.
1943년 9월에 이탈리아 왕국은 연합군과 평화협정을 맺었지만 북부지역의 사실상 독일 괴뢰국인 이탈리아 사회공화국과 남부 지역의 바돌리오 정부로 분할되었다. 이탈리아 공동교전군(Esercito Cobelligerante Italiano)은 1943년 9월의 평화협정 이후 연합군의 편에 선 남부 왕당파 세력의 군대였다. 이 군대의 장병들은 더 이상 무솔리니를 위해 싸우지 않았으며 무솔리니를 축출한 비토리오 에마누엘레 3세와 이탈리아 원수 피에트로 바돌리오에게 충성을 맹세했다.

### 냉전
1946년 6월, 왕국은 공화국으로 전환되었으며 이탈리아 왕국 육군은 이탈리아 육군("Esercito Italiano")이 되었다. 초기에 이탈리아 육군은 이탈리아 공동교전군의 다섯 전투 집단에서 비롯된 영국 물자로 무장한 5개의 사단을 보유하고 있었다. 추가적으로 육군은 이탈리아가 보유하고 있는 두 주요 섬을 방비하기 위해 중화기를 장비하지 않은 3개의 내부 치안 사단을 운용하였다:
- 보병사단 "크레모나", 토리노 (이전 영국 제5군단 소속)
- 보병사단 "폴고레", 피렌체 (이전 영국 제13군단 소속)
- 보병사단 "프리울리", 볼차노 (이전 폴란드 제2군단 소속)
- 보병사단 "레냐노", 베르가모 (이전 폴란드 제2군단 소속)
- 보병사단 "만토바", 바라체 (이전 영국 제8군 소속)
- 내부치안사단 "아오스타", 시칠리아 팔레르모
- 내부치안사단 "사바우다", 시칠리아 엔나
- 내부치안사단 "칼라브리아", 사르데냐 사사리

트리에스테 자유 지구를 두고 유고슬라비아와 영토 분쟁이 벌어지자 이탈리아 육군은 1947년에 폴고레 사단을 트레비소로, 만토바 사단을 고리치아로 전진 배치하였다. 그와 동시에 육군은 추가적으로 7개의 사단과 5개의 산악여단을 창설하였다.
- 보병사단 "아오스타", 메시나 (1948년 2월 1일 활성화)
- 보병사단 "사르데냐 척탄병", 치비타베키아 (1948년 4월 1일 활성화)
- 보병사단 "아벨리노", 살레르노 (감소된 전력) (1949년 9월 1일 활성화)
- 산악여단 "줄리아", 치비달레 델 프리울리 (1949년 10월 15일 활성화)
- 차량화보병사단 "트리에스테", 볼로냐 (1950년 6월 1일 활성화)
- 산악여단 "트리덴티나", 브레사노네 (1951년 5월 1일 활성화)
- 보병사단 "피네롤로", 바리 (감소된 전력) (1952년 4월 15일 활성화)
- 산악여단 "타우리넨세", 토리노 (1952년 4월 15일 활성화)
- 기갑사단 "아리에테", 포르데노네 (1952년 10월 1일 활성화)
- 기갑사단 "센타우로", 베로나 (1952년 11월 1일 활성화)
- 산악여단 "오로비카", 메라노 (1953년 1월 1일 활성화)
- 기갑사단 "포주올로 델 프리울리", 로마 (1953년 1월 1일 활성화)
- 산악여단 "카도레", 벵우노 (1953년 7월 1일 활성화)

나토가 창설되자 이탈리아 육군은 나토의 남유럽 통합군에 병합되어 유고슬라비아를 통해 올 가능성이 있는 소련의 침공에 대비했다. 남유럽통합지상군(LANDSOUTH)은 북동부 이탈리아의 방어를 목적으로 1951년 7월 10일 활성화 되었다. 사령부는 베로나에 위치했으며 마우리치오 라자로 드 카스틸리오니 중장이 사령관으로 임명되었다. 남유럽통합지상군은 북동부 이탈리아의 방어를 담당했지만 고작 3개의 사단과 3개의 여단을 운용할 수 있었다. 이중 통합군의 지휘하에 있던 3개의 사단은 보병사단 "만토바", 차량화보병사단 "폴고레", 보병사단 "트리에스테"이었다. 또한 통합군 지휘하에 있던 3개의 여단중 2개는 산악여단 "줄리아"와 산악여단 "트리덴티나"였으며 나머지 하나는 기갑여단 아리에테였다.  "이탈리아 용접" 훈련은 북부 이탈리아에서 시행된 미국, 이탈리아, 터키, 그리스의 육해공 통합 훈련이었다. 이는 신생 이탈리아 육군이 최초로 전투력을 시험한 훈련이었다.
1952년 5월 1일에 육군은 하나의 군 사령부와 2개의 군단 사령부를 활성시켰다. 제3군은 파도바에, 제4군단은 볼차노, 제5군단은 비토리오 베네토에 배치해 트리에스테 자유 지구를 두고 유고슬라비아와 전쟁이 발발했을시 나토 사령부의 명령을 전군에 지시할 수 있도록 하였다. 1952년 후반기에는 볼로냐에 제6군단이, 그리고 1957년에는 제3군단이 밀라노에 배치되었고 두 군단 모두 제3군에 배속되었다.
1960년에 육군은 트리에스테, 프리울리, 포주올로 델 프리울리, 피네롤로, 아벨리노, 아오스타 사단의 규모를 여단급으로 줄이고 피사에 제1공수여단을 창설하였다. 1965년 10월 1일에 보병사단 아벨리노는 해체되고 1967년 6월 10일, 제1공수여단은 "폴고레"의 이름을 받았다. 제1공수여단의 명칭은 공수여단 폴고레로 바뀌었다. 이탈리아와 유고슬라비아간의 긴장감이 완화되자 제3군은 제6군단과 함께 1972년 4월 1일에 해체되었다. 제3군의 역할은 베로나의 남유럽통합군이 맡게 되었다. 제3군의 해체 이전 군 체계는 이와 같았다:
- 제3군, 파도바
  - 대공포 사령부, 파도바
  - 재3군단, 밀라노
    - 기갑사단 "센타우로", 노바라
    - 차량화보병사단 "레냐노", 베르가모
    - 보병사단 "크레모나", 쿠네오
    - 산악여단 "타우리넨세", 토리노 (1972년 제4군단으로 이전)

  - 제4군단, 볼차노 (1973년 1월 1일에 제4산악군단으로 명칭 변경)
    - 산악여단 "오로비카", 메라노
    - 산악여단 "트리덴티나", 브레사노네
    - 카르니아-카도레 부대 사령부, 벨루노
      - 산악여단 "카도레", 벨루노
      - 산악여단 "줄리아", 치비달레 델 프리울리

  - 제5군단, 비토리오 베네토
    - 기갑사단 "아리에테", 포르데노네
    - 차량화보병사단 "폴고레", 트레비소
    - 보병사단 "만토바", 우디네
    - 기병여단 "포주올로 델 프리울리", 고리치아 (사단 규모의 장갑부대)
    - 제3미사일여단, 포르투그루아 (어네스트 존 핵미사일로 무장)
    - 트리에스테 부대 사령부, 트리에스테
    - 라구나리 연대 "세레니시마", 베네치아 (여단 규모 부대)

  - 제6군단, 볼로냐
    - 보병여단 "프리울리", 피렌체
    - 보병여단 "트리에스테", 볼로냐
    - 공수여단 "폴고레", 피사
- 육군참모본부, 로마
  - 제1군지역사령부, 토리노
  - 제5군지역사령부, 파도바
  - 제7군지역사령부, 피렌체
  - 제8군지역사령부, 로마
    - 차량화보병사단 "사르데냐 척탄병", 로마
    - 사르데냐 군사령부, 칼리아리

  - 제10군지역사령부, 나폴리
    - 보병여단 "피네롤로", 바리

  - 제11군지역사령부, 팔레르모
    - 보병여단 "아오스타", 메시나

#### 1975년 군사개혁

1984년 이탈리아 육군의 군 편제

이탈리아 육군 창설 이래 가장 큰 규모의 군사 개혁은 1975년에 실행되었다. 연대급 부대는 모두 헤체되고 대대들은 새로 창설된 통합 여단들의 직속 명령을 받게 되었다. 그와 동시에 육군과 공군은 15개월에서 12개월로, 해군은 24개월에서 18개월로 복무 기간을 줄이게 되자 이로 인해 육군은 병력 규모를 거의 45,000명을 감축하게 되었다. "오로비카", "트리덴티나", "카도레", "줄리아", "타우리넨세", "프리울리", "트리에스테", "폴고레", "피네롤로", "아오스타", 그리고 제3미사일여단 등 여단급 부대에서는 휘하의 연대급 부대의 폐지를 제외하면 큰 변화가 없었지만 사단급 부대들과 "포주올로 델 프리울리" 여단은 큰 변화를 맞이하였다: "크레모나" 사단은 여단급으로 규모가 줄어들었고 "사르데냐 척탄병", "레냐노" 사단과 "포주올로 델 프리울리" 여단은 각각 2개의 여단으로 분할되었다. 개편 이후에는 전체적으로 3개의 사단이 줄게 되었다.
| 1975년 이전                     | 1975년 이후                      | 참고                           |
| ------------------------------- | -------------------------------- | ------------------------------ |
| 보병사단 "크레모나"             | 차량화보병여단 "크레모나"        | 제3군단 소속                   |
| 보병사단 "사르데냐 척탄병"      | 기계화보병여단 "사르데냐 척탄병" | 중앙군지역 소속                |
| 보병사단 "사르데냐 척탄병"      | 차량화여단 "아퀴"                | 중앙군지역 소속                |
| 보병사단 "레냐노"               | 기계화보병여단 "레냐노"          | 기갑사단 "센타우로"에 합류     |
| 보병사단 "레냐노"               | 기계화보병여단 "브레시아"        | 기계화보병사단 "만토바"에 합류 |
| 기병여단 "포주올로 델 프리울리" | 기갑여단 "포주올로 델 프리울리"  | 기계화보병사단 "만토바"에 합류 |
| 기병여단 "포주올로 델 프리울리" | 기갑여단 "비토리오 베네토"       | 기계화보병사단 "폴고레"에 합류 |

나머지 4개의 사단 또한 변화와 병력 감축 등이 있었지만 위 3개의 사단과 달리 군사 개혁 이후에도 계속 운용되었다. "폴고레"와 "만토바" 사단은 거의 해체되어 남은 병력들은 각기 1개의 여단으로 재편되었다. 이탈리아 육군은 사단급에서 여단급으로 규모가 감소한 두 부대에 각각 2개의 여단을 통합시켜 사단급 규모를 회복시켰다. "센타유로" 사단은 두 개의 여단으로 분할되어 규모가 감소했으나 "레냐노" 기계화보병여단과 통합되어 사단급 규모로 다시 증강되었다. 오로지 "아리에테" 사단만이 병력 감축을 피했으며 휘하의 세 연대는 세 개의 여단으로 바뀌었다.
| 1975년 이전 명칭    | 사단급 부대를 분할/감축해서 만들어진 여단급 부대                        | 1975년 이후 명칭        | 1975년 이후 합류한 여단급 부대  | 참고                                     |
| ------------------- | ----------------------------------------------------------------------- | ----------------------- | ------------------------------- | ---------------------------------------- |
| 보병사단 "폴고레"   | 기계화보병여단 "고리치아"                                               | 기계화보병사단 "폴고레" | 기계화보병여단 "고리치아"       |                                          |
| 보병사단 "폴고레"   | 기계화보병여단 "고리치아"                                               | 기계화보병사단 "폴고레" | 기계화보병여단 "트리에스테"     | 토스카나-에밀리아 군지역에서 합류함      |
| 보병사단 "폴고레"   | 기계화보병여단 "고리치아"                                               | 기계화보병사단 "폴고레" | 기갑여단 "비토리오 베네토"      | "포주올로 델 프리울리" 사단으로부터 분할 |
| 보병사단 "만토바"   | 기계화보병여단 "이손초"                                                 | 기계화보병사단 "민토바" | 기계화보병여단 "이손초"         |                                          |
| 보병사단 "만토바"   | 기계화보병여단 "이손초"                                                 | 기계화보병사단 "민토바" | 기계화보병여단 "브레시아"       | "레냐노" 사단으로부터 분할               |
| 보병사단 "만토바"   | 기계화보병여단 "이손초"                                                 | 기계화보병사단 "민토바" | 기갑여단 "포주올로 델 프리울리" | 제5군단으로부터 합류                     |
| 기갑사단 "센타우로" | 제31기갑여단"쿠르타토네" 제3기계화보병여단 "고이토"                     | 기갑사단 "센타우로"     | 제31기갑여단 "쿠르타토네"       |                                          |
| 기갑사단 "센타우로" | 제31기갑여단"쿠르타토네" 제3기계화보병여단 "고이토"                     | 기갑사단 "센타우로"     | 제3기계화보병여단 "고이토"      |                                          |
| 기갑사단 "센타우로" | 제31기갑여단"쿠르타토네" 제3기계화보병여단 "고이토"                     | 기갑사단 "센타우로"     | 기계화보병여단 "레냐노"         | 전 "레냐노" 사단                         |
| 기갑사단 "아리에테" | 제8기계화보병여단 "가리발디" 제32기갑여단 "마멜리" 제132기갑여단 "마닌" | 기갑사단 "아리에테"     | 제8기계화보병여단 "가리발디"    |                                          |
| 기갑사단 "아리에테" | 제8기계화보병여단 "가리발디" 제32기갑여단 "마멜리" 제132기갑여단 "마닌" | 기갑사단 "아리에테"     | 제32기갑여단 "마멜리"           |                                          |
| 기갑사단 "아리에테" | 제8기계화보병여단 "가리발디" 제32기갑여단 "마멜리" 제132기갑여단 "마닌" | 기갑사단 "아리에테"     | 제132기갑여단 "마닌"            |                                          |

개혁 이후 육군의 군 편제:
- 제3군단 (밀라노):
  -  기갑사단 "센타우로" (노바라)
    -  제3기계화보병여단 "고이토" (밀라노)
    -  기계화보병여단 "레냐노" (베르가모)
    -  제31기갑여단 "쿠르타토네" (벨린자고 노바레세)

  -  차량화여단 "크레모나" (토리노)
- 제4산악군단 (볼차노):
  -  산악여단 "카도레" (벨루노)
  -  산악여단 "줄리아" (우디네)
  -  산악여단 "오로비카" (메라노)
  -  산악여단 "타우리넨세" (토리노)
  -  산악여단 "트리덴티나" (브릭센)
- 제5군단 (비토리오 베네토):
  -  기갑사단 "아리에테" (포르데노네)
    -  재8기계화보병여단 "가리발디" (포르데노네)
    -  제32기갑여단 "마멜리" (타우리노)
    -  제132기갑여단 "마닌" (아비아노)

  -  기계화보병사단 "폴고레" (트레비소)
    -  기계화보병여단 "트리에스테" (볼로냐)
    -  기계화보병여단 "고리치아" (고리치아)
    -  기갑여단 "비토리오 베네토" (빌라 오피치나)
    - 상륙부대사령부 (베네치아, 베네치아 석호의 방어를 맡는 연대급 부대)

  -  기계화보병사단 "만토바" (우디네)
    -  기계화보병여단 "브레시아" (브레시아)
    -  기계화보병여단 "이손초" (치비달레 델 프리울리)
    -  기갑여단 "포주올로 델 프리울리" (팔마노바)

  -  제3미사일연대 "아퀼레이아" (포르토그루아로)
  -  트리에스테 부대사령부, (트리에스테, 주로 예비부대로 이루어진 연대급 부대)

군 지역사령부의 명령을 받는 연대급 부대:
- 제6군지역사령부 (피렌체)
  -  공수연대 "폴고레" (리보르노)
  -  차량화여단 "프리울리" (피렌체)
- 제8군지역사령부 (로마)
  -  차량화여단 "아퀴" (라퀼라)
  -  기계화보병여단 "사르데냐 척탄병" (로마)
- 제10군지역사령부 (나폴리)
  -  차량화여단 "피네롤로" (바리)
- 제11군지역사령부 (팔레르모)
  -  차량화여단 "아오스타" (메시나)

#### 1986년 군사개혁
1986년에 남아있던 4개의 사단 사령부는 전원 해체되고 북부 이탈리아의 모든 여단급 부대들은 육군이 운용하고 있는 3개의 군단의 명령을 직접적으로 받게 된다. 중부와 남부 이탈리아의 여단들은 각 지역의 군지역사령부의 명령을 받게 되었다. 사단급 부대의 폐지로 육군은 이전에 사단급 부대의 소속이었던 여단들에게 새로 얻은 사단급 부대로부터의 독립을 반영하기 위해 새로운 휘장을 부여했다. 1989년에 이탈리아 육군의 군 편제는 다음과 같았다:

1989년 이탈리아 육군의 군 편제

### 냉전 이후
냉전 말기인 1989년에 이탈리아 육군은 26개의 여단급 전투부대로 이루어져 있었다: 4개의 기갑여단, 10개의 기계화보병여단, 5개의 차량화보병여단, 5개의 산악여단, 1개의 미사일 포병여단, 그리고 1개의 공수여단.
부대들은 세 개의 군단에 아래와 같이 분배되었다:
- 제3군단 (밀라노):
  -  기갑여단 "센타우로"(노바라)
  -  기계화보병여단 "고이토" (밀라노)
  -  기계화보병여단 "레냐노" (베르가모)
  -  기계화보병여단 "브레시아" (브레시아)
  -  기계화보병여단 "트리에스테" (볼로냐)
  -  차량화보병여단 "크레모나" (토리노)
- 제4산악군단 (볼차노):
  -  산악여단 "카도레" (벨루노)
  -  산악여단 "줄리아" (우디네)
  -  산악여단 "오로비카" (메라노)
  -  산악여단 "타우리넨세" (토리노)
  -  산악여단 "트리덴티나" (브릭센)
- 제5군단 (비토리오 베네토):
  -  기갑여단 "아리에테" (아비아노)
  -  기갑여단 "마멜리" (타우리아노)
  -  기갑여단 "포주올로 델 프리울리" (팔마노바)
  -  기계화보병여단 "가리발디" (포르데노네)
  -  기계화보병여단 "비토리오 베네토" (빌라 오피치나)
  -  기계화보병여단 "고리치아" (고리치아)
  -  기계화보병여단 "만토바" (우디네)
  -  제3미사일여단 "아퀼레이아" (포르토그루아로)

군 지역 사령부 소속 여단급 부대:
- 제7군지역사령부 (피렌체)
  -  공수여단 "폴고레" (리보르노)
  -  차량화보병여단 "프리울리" (피렌체)
- 제8군지역사령부 (로마)
  -  차량화보병여단 "아퀴" (라퀼라)
  -  기계화보병여단 "사르데냐 척탄병" (로마)
- 제10군지역사령부 (나폴리)
  -  기계화보병여단 "피네롤로" (바리)
- 제11군지역사령부 (팔레르모)
  -  차량화보병여단 "아오스타" (메시나)
- 사르데냐 자치군사령부 (칼리아리)
  -  차량화보병여단 "사사리" (사사리)

하나의 기갑여단은 1개의 지휘통신대대, 레오파르트 1 A2 전차로 무장한 2개에서 3개의 기갑대대, M113 장갑차를 장비한 1개의 기계화보병대대, M109를 장비한 1개의 자주야전대대대, 1개의 보급대대, 1개의 대전차 중대와 공병 중대 등으로 구성되어 있다. 예외적으로 피네롤로 기계화보병여단은 FH-70 자주포를 장비한 자주포 대대를 운용하고 있었다. 추가적으로 "고리치아"와 "만토바"는 유고슬라비아-이탈리아 국경의 요새와 벙커들을 운용하기 위해 각각 2개의 방어보병대대를 운용했다.
하나의 차량화보병여단은 1개의 지휘통신대대, 1개의 기갑대대 (전차와 기계화보병의 혼성부대), 3개의 차량화보병대대, 1개의 자주포 대대 (FH-70), 1개의 보급대대, 1개의 대전차 중대와 공병 중대 등으로 구성되어 있었다; 하지난 사사리 여단은 예외적으로 자주포 대대를 보유하고 있지 않았다.
공수여단 "폴고레"는 1개의 지휘통신대대, 1개의 공수돌격대대 (특수부대), 3개의 공수대대, 1개의 공수야전포 대대 (모드 56 야전포), 1개의 보급대대, 1개의 육군 항공 헬리콥터 대대와 공병 중대 등으로 구성되어 있다.
5개의 산악여단중 3개는 1개의 지휘통신대대, 2개의 산악대대, 1개의 산악훈련대대, 2개의 산악포병대대 (모드 56), 1개의 보급대대, 1개의 대전차 중대와 공병 중대 등으로 구성되어 있었다. "트리덴티나" 여단은 산악훈련대대 대신에 산악지연대대(Alpini d'Arresto)를 운용했다. 이와 같은 부대 구성의 예외로는 "줄리아" 산악여단이 있다. "줄리아" 산악여단은 1개의 지휘통신대대, 4개의 산악대대, 1개의 산악지연대대, 1개의 산악훈련대대, 3개의 산악포병대대, 1개의 보급대대, 1개의 대전차 중대와 공병 중대 등으로 구성되어 있어 이탈리아 육군에서 가장 큰 규모의 여단이다. "지연" (d'Arresto) 보병/산악병 부대는 국경의 요새화된 요충지를 이용해 적군을 최대한 지연시키는 역할을 하는 부대다. 지연 부대는 기동성이 요구되지 않는 국경 근처의 방어사단들에게 보급/훈련 등을 목적으로 배속되었다.T
미사일 여단 "아퀼레이아"는 전략적 핵무기의 운용이 가능한 중포 부대와 미사일 부대들을 운용했다. 여단의 주요 미사일 무기는 MGM-52 란스 미사일이었다.

#### 부대 요약
냉전이 끝났을 당시 이탈리아 육군이 운용한 부대의 총 숫자는:
| 수량 | 부대 종류        | 장비                         | Notes |
| ---- | ---------------- | ---------------------------- | --- |
| 19   | 전차대대         | 레오파르트 1A2 M60A1         | 전차대대는 기갑여단당 2개씩, 기계화보병여단은 각각 1개씩 배정되었다. 예외적으로 "아리에테" 여단은 3개의 전차대대를 운용했다. 각 전차대대는 16대의 전차로 구성된 전차중대 3개와 대대 사령관 전용 전차를 합쳐 총 49대의 전차를 운용했다. |
| 9    | 기갑대대         | M47 패튼 M113 장갑차         | 기갑대대는 전차와 기계화 보병이 병용되는 혼성 부대다. 차량화보병여단에 각각 1개의 기갑대대가 배정되었다. 군단 사령부 직속 대대로서 제4산악군단과 제5군단에 하나씩 배치되었으며 중앙군지역에도 1개의 기갑대대가 사령부 직속으로 배정되었다. 2개의 기갑대대는 각각 훈련대대로 육군기갑학교와 제1기갑보병연대에 배치되었다. 각 대대는 33대의 M47 패튼 전차와 24대의 M113 장갑차를 운용했다. |
| 2    | 정찰단(정찰대대) | 레오파르트 1A2 M113 장갑차   | 원래 모든 사단이 정찰단을 1개씩 운용했었지만 사단급 부대의 폐지로 1개의 정찰단은 전차부대로 전환되어 "브레시아" 여단에 합류했고, 또 하나의 정찰단은 기계화보병 부대로 전환되어 "비토리오 베네토" 여단에 합류했다. 나머지 2개의 정찰단은 각각 "마멜리" 여단과 "포주올로 델 프리울리" 여단에 합류했다. 각 '단'은 10대의 전차와 8대의 M113 장갑차로 이루어진 정찰조(정찰중대) 3개로 이루어져 있었으며 대대 사령관의 전차까지 합쳐 총 31대의 전차와 24개의 M113을 운용했다.                            |
| 35   | 기계화보병       | M113 장갑                    | 기갑여단당 기계화보병대대 1개, 기계화보병여단은 각각 기계화보병대대 3개씩을 배정받았다. 12개의 베르살리에르 대대는 예외없이 기계화보병 부대였으며 2개의 "사르데냐 척탄병" 소속 대대, 16개의 보병대대, 4개의 기병단 또한 기계화보병으로 이루어진 기계화보병 부대였다. 기계화보병대대 1개는 육군의 보병과 기병학교의 훈련/시험대대였다. 각 대대는 68대의 M113 장갑차와 17대의 M106 자주박격포 장갑차를 운용했다.                                                                                     |
| 12   | 차량화보병       |                              | 각 차량화보병여단마다 배치된 2개의 차량화보병대대, "아오스타" 여단에 배치된 3개의 차량화보병대대, "비토리오 베네토" 여단 소속으로 유고슬라비아의 침공시 도시방어를 위해 트리에스테에 배치된 차량화보병대대 1개까지 이탈리아 육군은 총 12개의 차량화보병대대를 운용했다. 육군은 유사시 5개의 추가적인 차량화보병대대를 전개할수 있을 정도의 장비를 보관했다. |
| 13   | 산악병           |                              | 산악여단당 2개의 산악대대가 배정되고, "줄리아" 산악여단이 총 4개의 산악대대를 운용한다. 1개의 대대는 아오스타의 군사산악병학교에 훈련 목적으로 배치되었다. |
| 5    | 공수부대         |                              | 1개의 카리비니에리 공수대대, 2개의 공수대대, 1개의 공수돌격(특수부대)대대가 존재한다. 추가적으로 제4군단이 산악공수중대를 운용했었다. |
| 6    | 요새 보병        |                              | 이탈리아의 북부와 동부 국경의 요새화가 된 특정한 요충지를 방비하기 위한 산악대대 1개, 보병대대 5개, 산악중대 1개로 이루어진 부대. 대대 1개의 전력은 10개에서 19개 중대 정도로 일정하지 않았다.. |
| 2    | 상륙보병(해병대) | LVT-7                        | 상륙부대사령부 산하로 라구나리 대대 1개, 상륙차량부대 1개와 훈련중대 1개로 이루어진 베네치아 방어를 담당하는 부대. |
| 33   | 훈련대대         |                              | 훈련대대는 신병의 기초 훈련을 담당했다: 산악병대대 4개, 척탄대대 1개, 공수대대 1개, 보병대대 27개 |
| 11   | 자주포           | M109 자주포                  | 기갑대대와 기계화보병연대("피네롤로", "레냐노", "트리에스테", "사르데냐 척탄병", "브레시아" 기계화보병연대 제외)당 1개의 자주포대대가 배정되었다. 제3군단 소속 하나의 연대에 3개의 자주포대대, 로마의 포병학교의 일부로 포대(중대급) 1개, 사르데냐에 훈련용 포대 1개가 배치되었다. 각 자주포대대는 6문의 M109 자주포로 이루어진 포대 3개를 운용했다. |
| 18   | 야전포           | M114 곡사포                  | 차량화보병여단("사사리" 차량화보병여단 제외), 산악여단당 포병대대 1개가 배정되었고 "피네롤로", "레냐노", "트리에스테", "사르데냐 척탄병", "브레시아" 기계화보병연대에 포병대대가 하나씩 배치되었다. 이들과 제5군단 사령부 직속의 포병대대 1개, 토스카나-에밀리아 군지역사령부 직속의 포병대대 1개, 남부군지역 소속의 포병대대 2개, 로마의 육군포병학교의 일부인 포대 1개까지 이탈리아 육군은 총 18개의 포병대대를 운용하고 있었다. 각 포병대대는 6문의 M114 곡사포로 이루어진 포대 3개를 운용했다. |
| 6    | 산악포병         | Mod 56 산포                  | 산악여단당 산악포병대대 1개를 운용했고 "줄리아" 산악여단은 2개의 산악포병대대를 운용했다. 각 대대는 6문의 Mod 56 산포로 이루어진 포대 3개를 운용했다. |
| 1    | 공수포병         | Mod 56 howitzers             | :"폴고레" 공수여단 소속 공수포병대대. 6문의 Mod 56 산포로 이루어진 포대 3개를 운용했다. |
| 8    | 중야전포         | FH-70 견인곡사포             | 중야전포병단은 군단포병으로 활용되었다: 제3군단 소속 2개, 제4산악군단 소속 2개, 재5군단 소속 4개, 호마의 육군포병학교 소속 포대 1개. 각 부대는 6문의 FH-70 견인곡사포로 이루어진 포대 3개를 운용했다. |
| 1    | 중포             | M115 곡사포                  | 제5군단 산하 대대 1개. 본래 전략 핵 발사가 가능했고 "아퀼레이아" 포병 여단 소속이었다. 1986년에 핵포탄 운용이 중단되었다. 이 대대는 4문의 M115 곡사포로 이루어진 포대 3개를 운용했다. |
| 1    | 중자주포         | M110A2 자주포                | "아퀼레이아" 여단 소속 대대 1개. 전략 핵 포탄 발사 가능. 이 대대는 6문의 M110A2 자주포로 이루어진 포대 3개를 운용했다. |
| 1    | 미사일포병       | MGM-52 란스                  | 육군의 유일한 미사일포병대대는 전략핵미사일의 발사가 가능했다. 이 대대는 3문의 MGM-52 란스 발사대로 이루어진 포대 3개를 운용했다. |
| 8    | 표적획득대대     |                              | 군단급 부대를 보조하는 포병 레이더와 드론을 장비한 6개의 포병 특과(기술) 대대, 미사일 여단 "아퀼레이아"를 보조하는 표적획득대대 1개, 기마포병연대 소속의 예비 대대 1개. |
| 7    | 경대공포         | FIM-92 스팅어 40/70 대공포   | 대공포 사령부 산하인 5개의 상비 부대와 2개의 예비 부대. |
| 4    | 대공미사일       | MIM-23 Hawk                  | 대공포 사령부 소속 연대 2개로 묶여서 배치됨. 각 부대는 6문의 MIM-23 호크 발사대로 이루어진 포대 4개를 운용했다. |
| 17   | 공병대대         |                              | 공병대대는 육군 군단과 지역군사령부에 소속되어 있었으며 각종 특화 부대들이 존재했다; 각종 토목 임무를 맡은 8개의 개척대대, 육군 군단들을 보조하는 2개의 전투공병대대, 육군 공병국 소속 연대 2개로 묶여 배치된 철도건설대대 2개와 교량건설대대 2개, 육군공병학교 소속 훈련/시범대대 1개, 이탈리아 알프스 방면 국경의 요새 건설과 유지를 맡은 대대 2개. 각 육군 여단을 보조하는 전투공병중대 24개 ("사사리" 여단 제외)                                                                               |
| 5    | 정찰 헬리콥터    | AB 206 A109 EOA              | AB 206 헬리콥터를 운용하는 편대 4개와 A109 EOA 헬리콥터를 운용하는 편대 1개. |
| 5    | 수송 헬리콥터    | AB 205 AB 412 CH-47 Chinook  | 비테르보에 위치한 CH-47 치누크를 운용하는 편대 1개와 AB 412, AB 205 헬리콥터를 운용하는 편대 6개. |
| 9    | 육군항공대       | AB 212 SM-1019               | 편대들은 이탈리아 전지역에 분산되어 각 지방의 군사령부를 보조했다. |
| 17   | 통신대대         | 추가적으로 2개의 독립적 중대 | |
| 3    | 전자전대대       |                              | |
| 1    | NBC-방어 대대    |                              | 공병부대의 일부지만 육군 참모 본부의 직속 명령을 받는 부대였다. |
| 25   | 보급대대         |                              | "사사리" 여단을 제외하고 각 여단당 보급대대 1개를 운용했다. |
| 6    | 보급이동대대     |                              | 보급이동대대는 제3군단 사령부의 기동성 향상과 보급 지원을 담당했다. |
| 9    | 수송대대         |                              | 수송대대는 각 군지역사령부와 로마의 군 참모 본부의 기동성 향상과 보급 지원을 담당했다. |
| 26   | 지휘통신대대     |                              | 각 여단당 지휘통신대대 1개, 대공포 사령부에 1개, 상륙부대 사령부에 1개 |

추가적으로 육군은 "사사리" 여단을 제외한 각 여단에 1개씩 총 24개의 대전차중대를 운용했다.

### 1991 군사개혁
1991년에 육군은 냉전이 종결되자 대규모 군축을 시행했다. 7개의 여단과 많은 숫자의 소규모 부대들이 해산되었다. 1991년에 해산된 여단들은 "아퀼레이아", "브레시아", "고이토", "마멜리", "오로비카", "트리에스테", "비토리오 베네토" 여단이다. 이 여단들에 소속된 대부분의 하위 부대들은 해산되었으며 "가리발디" 연대의 사령부가 소속 대대 1개와 함께 캄파니아로 이전되었다.

### 1997 군사개혁
국제 정세가 완화되자 이탈리아 육군은 군축을 지속했고 하위 부대들을 계속 해산시켰다. 이로 인해 1997년에는 남은 대대들을 완성된 편제를 가진 부대로 합치고, 실제 부대수에 비해 과한 여단 사령부를 해산시키는 대규모 군사개혁이 필요하게 되었다. 그렇게 1996년 후반과 1997년에 6개의 연대가 추가적으로 해산되었다: "아퀴", "카도레", "크레모나", "고리치아", "레냐노", "만토바" 여단. 또한 남은 부대들은 부대 구성, 임무, 역할 등이 변하거나 본부의 위치가 바뀌었다. 육군 군단들의 명칭도 바뀌었으며 역할이 확대되었다: 제3군단은 "전력투사사령부"(COMFOP)가 되어 군의 신속대응부대들을 지휘했으며 제4산악군단은 "산악부대사령부"(COMALP)가 되어 평화유지임무를 담당했고 제5군단은 "제1방어전력사령부"(COMFOD1)이 되어 북부 이탈리아의 방어를 맡았다. 1998년 1월 1일에 "제2방어전력사령부"(COMFOD2)가 나폴리에서 활성화되어 남부와 중부 이탈리아의 방어를 맡게 되었다. 냉전중에는 전시에 이탈리아군은 베로나의 남부통합지상군 사령부의 명령을 받도록 되어 있었지만 1997년 10월 1일에 나토 사령부와 별개의 "지상군작전사령부"(COMFOTOR)가 활성화되었다. 지상군작전사령부는 이탈리아 육군의 부대 대부분에 대한 명령권을 가지게 되었다. 베로나의 지상군작전사령부와 별개로 트레비소에 남은 육군 부대들에 대한 명령권을 가진 지원사령부(COMSUP)가 창설되었다. 지원사령부는 휘하에 3개의 사단급 부대(육군항공사령부, 대공포 사령부, C4-IEW 사령부)와 3개의 여단급 부대(야전포 여단, 공병 여단, 군수지원사령부)를 운용했다.
1997년 군사개혁 이후 이탈리아 육군의 편제는 다음과 같다:
- COMFOTER (베로나):
  - COMFOP (밀라노):
    -  공수여단 "폴고레" (리보르노)
    -  기계화보병여단 "프리울리" (볼로냐)
    -  베르살리에리 여단 "가리발디" (카세르타)

  - COMALP (볼차노):
    -  산악여단 "줄리아" (우디네)
    -  산악여단 "타우리넨세" (토리노)
    -  산악여단 "트리덴티나" (브릭센)

  - COMFOD 1 (비토리오 베네토):
    -  기갑여단 "아리에테" (포르데노네)
    -  기계화보병여단 "센타우로" (노바라)
    -  기갑여단 "포주올로 델 프리울리" (고리치아)

  - COMFOD 2 (나폴리):
    -  기계화보병여단 "아오스타" (메시나)
    -  기계화보병여단 "사르데냐 척탄병" (로미)
    -  기갑여단 "피네롤로" (바리)
    -  기계화보병여단 "사사리" (사사리)

  - COMSUP (트레비소):
    - 육군항공사령부 (비테르보)
    - 대공포 사령부 (파도바)
    - C4-IEW 사령부 (안치오)
    - 야전포사령부 (포르토그루아로)
    - 공병여단 (우디네)
    - 군수지원사령부 (우디네)

### 2002년 군사개혁

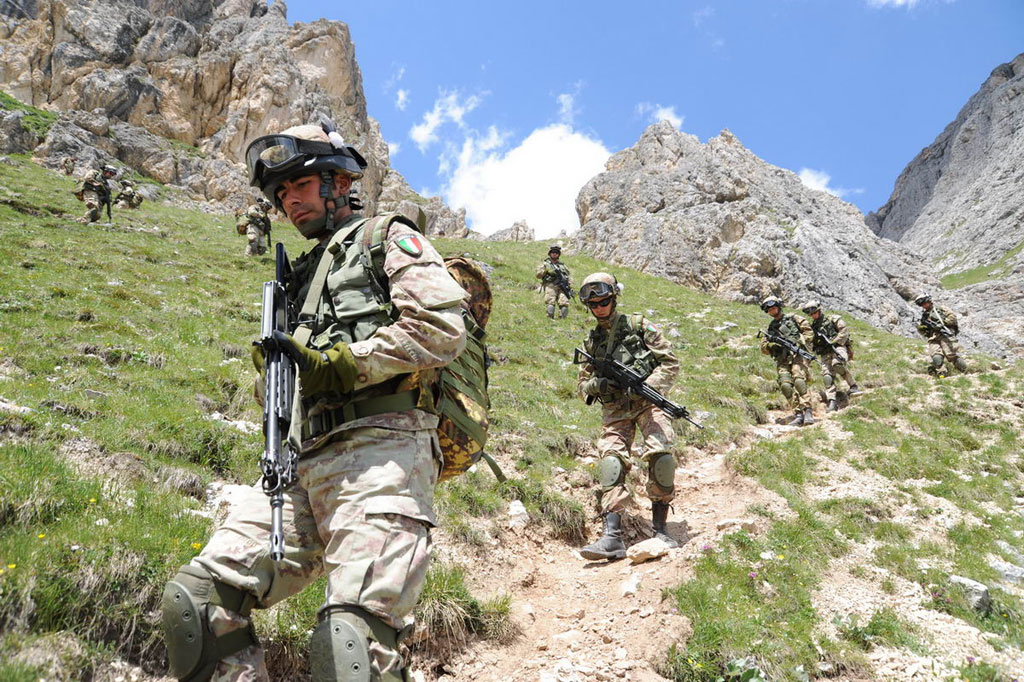
2011년 팔자레고 훈련중 제7산악연대의 산악병들

1997년과 2002년 사이에 육군은 군의 구조 조정을 계속하였으며 2002년에는 이탈리아가 모병제를 채택하게 되자 2개의 여단("센타우로", "트리덴티나")이 해산되었다. 2000년 12월 1일에 전력투사사령부(COMFOP)가 "NATO 신속전개군단-이탈리아(NRDC-IT)"로 전환되어 구 전력투사사령부의 부대들은 제1방어전력사령부("프리울리", "폴고레")와 제2방어전력사령부("가리발디")로 이관되었다. "프리울리" 여단은 편제가 바뀌어 육군항공대, 항공수색대, 보병 부대들을 포함한 공중기동여단이 되었다. 지원사령부(COMSUP)는 2000년에 규모가 줄어드는 방식으로 재편되었다.
2002년 군사개혁 이후 이탈리아 육군의 편제는 다음과 같다:
COMFOTER (베로나):
- NRDC-IT (밀라노):
  -  NRDC-IT 통신여단 (밀라노)
- COMALP (볼차노):
  -  산악여단 "줄리아" (우디네)
  -  산악여단 "타우리넨세" (토리노)
- COMFOD 1 (비토리오 베네토):
  -  기갑여단 "아리에테" (포르데노네)
  -  기갑여단 "포주올로 델 프리울리" (고리치아)
  -  공수보병여단 "폴고레" (리보르노)
  -  공중기동여단 "프리울리" (볼로냐)
- COMFOD 2 (나폴리):
  -  기계화보병여단 "아오스타" (메시나)
  -  기계화보병여단 "사르데냐 척탄병" (로미)
  -  기갑여단 "피네롤로" (바리)
  -  기계화보병여단 "사사리" (사사리)
  -  베르살리에리 여단 "가리발디" (카세르타)
- C4-IEW Command (안치오)
- COMSUP (트레비소):
  - 항공수색사령부 (비테르보)
  - 대공포 여단 (파도바)
  - 야전포여단 (포르토그루아로)
  - 공병여단 (우디네)
  - 군수투사여단 (우디네)

### 2011 군사개혁
2011년에 육군의 지원부대에 관한 개편이 있었다. 지원사령부가 육군의 학교들을 관리하게 되어 가능한 학교들은 지원여단들과 병합했다. 소규모 부대들은 남쪽과 섬들로 이동시켜 상대적으로 부유한 북부지역에서의 육군 소유 토지의 면적을 줄였다. 그와 동시에 "피네롤로" 여단은 다시 기계화보병여단으로 재전환되었다. 그 이후 지원사령부의 구성(4개의 육군 학교들을 제외하면)은 아래와 같았다:
- 대공포사령부 (사바우디아)
- 포병사령부 (브라치아노)
- 공병사령부 (로마)
- 군수투사사령부 (로마)

### 2013년 군사개혁

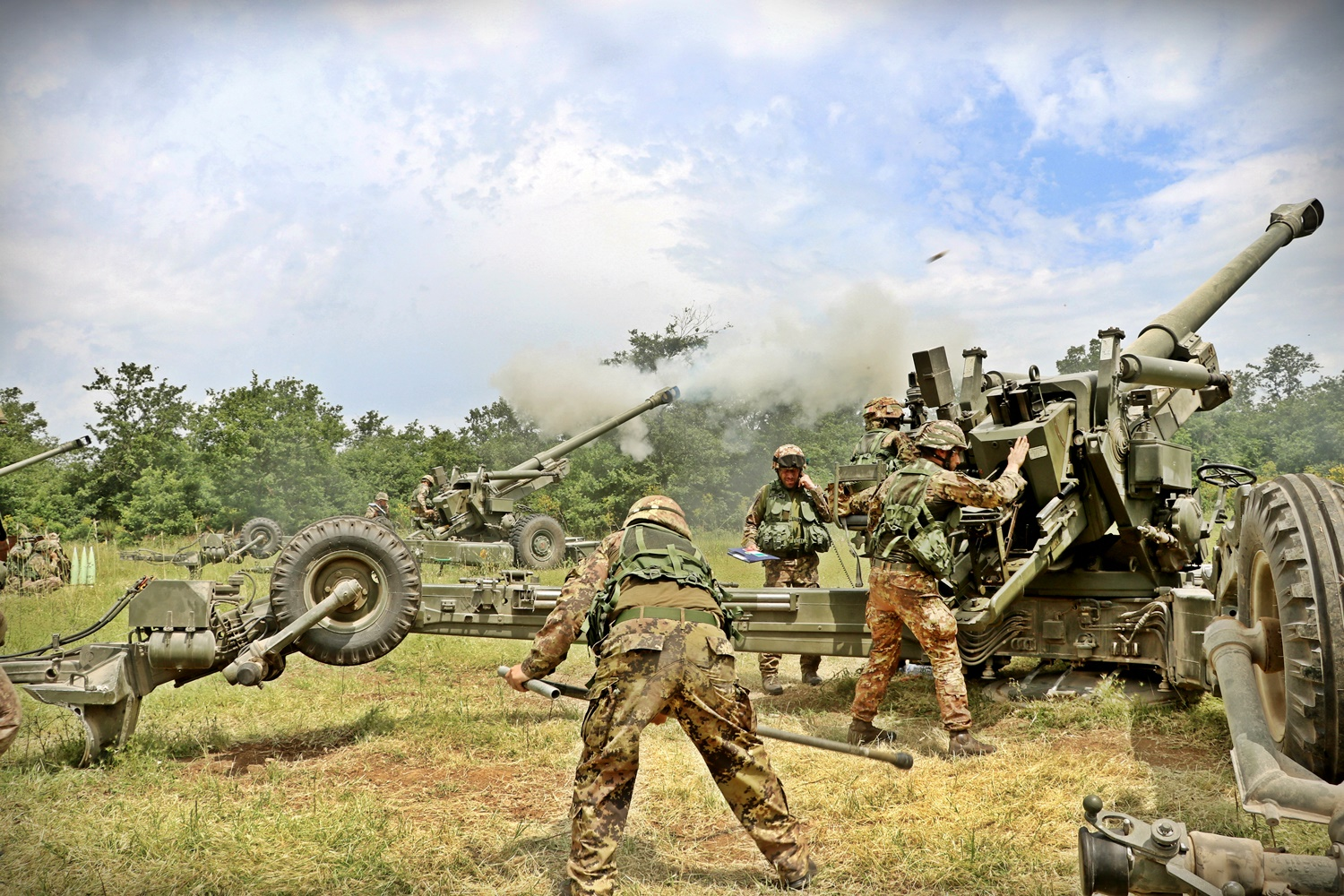
훈련중인 제1야전포여단 (산악)

2013년에 육군은 대대적인 편제 개편을 감행했다. 세 개의 군단급 사령부(COMFOD 1, COMFOD 2, COMALP)가 해산되었고 "만토바" 사단 사령부가 비토리오 베네토에서 피렌체로 이전되어 공중기동여단 "프리울리"의 명칭을 계승하는 "프리울리"로 명칭이 바뀌었다. 다른 사단급 부대인 "아퀴"와 "트리덴티나"와 함께 프리울리는 이탈리아 육군의 여단급 부대들을 지휘하게 되었다.
군수투사사령부와 사령부 직속 부대들이 해산되었다. 개편의 일환으로 육군은 육군의 모든 특수부대를 지휘하는 특수전사령부(COMFOSE)를 피사에 새롭게 창설했다. 추가적으로 2016년 10월 1일에 베로나의 지상군작전사령부가 로마의 "지상군사령부 육군작전사령부"와 베로나의 "지상군지원사령부"로 분할되었다.
개혁이 끝나고 난 뒤의 예정된 이탈리아 육군 전력은 다음과 같았다:
- 2x 대형 여단 (아리에테, 가리발디) 센타우로 구축전차, 아리에테 전차, 다르도 보병전투차, PzH2000 자주곡사포로 무장
- 2x 중형 여단 (아오스타, 피네롤로) 센타우로 구축전차, 프레치아 보병전투차, FH-70 견인곡사포로 무장
- 4x 소형 여단 (폴고레, 줄리아, 타우리넨세, 사사리) 센타우로 구축전차, 아우토블린도 푸마 (병력수송차량), FH-70 견인곡사포로 무장
- 1x 공중기동여단 (포주올로 델 프리울리) 푸마, A129 망구스타 공격헬기, NH90 수송헬기

개편후 "포주올로 델 프리울리"와 "사사리"를 제외한 각 여단은 다음의 부대들을 운용할 예정이었다: 여단 참모들을 포함한 지휘 통신 부대 1대, 수색연대 1개, 전투기동연대 3개, 포병연대 1개, 공병연대 1개, 군수연대 1개.
"포주올로 델 프리울리" 여단은 "프리울리" 여단과 병합되어 수색연대 1개, 공중기동보병연대 1개, 상륙보병연대 1개, 정찰헬기연대 1개, 공격헬기연대 1개, 야전포연대 1개, 공병연대 1개, 군수연대 1개, 지휘 참모들을 포함한 지휘통신부대 1개를 운용하게 될 예정이었다.
"사사리" 연대는 예산이 따로 배정되지 않는 이상 수색연대와 포병연대를 운용하지 않을 계획이었다. "사르데냐 척탄병" 여단은 해체되고 여단 소속 기병연대는 "피네롤로" 여단에 합류할 예정이었다. 제1사르데냐척탄병연대는 로마의 수도군사령부 소속의 대민지원부대가 될 예정이었다. 2013년의 군사개혁은 제131기갑연대와 제57보병연대 "아브루치"가 해체되고 제33야전포연대 "아퀴"가 제185공수포병연대 "폴고레"로 재편되면서 시작되었다. 2014년에는 제2산악포병연대가 해산되었고 2015년에 제5대공포연대 "페스카라"와 제47보병연대 "페라라"가 해체되었다.
개혁의 일환으로 모든 육군학교, 훈련연대와 훈련 센터들은 새롭게 창설된 로마의 육군 훈련, 전문화 및 교리 사령부(Comando per la Formazione, Specializzazione e Dottrina dell’Esercito or COMFORDOT)에 합병되었다. 하지만 산악훈련센터와 공수훈련센터는 현 시점 2019년 7월까지도 산악부대사령부와 공수여단 "폴고레"의 지휘하에 잔존해 있다.

### 2019년 변혁

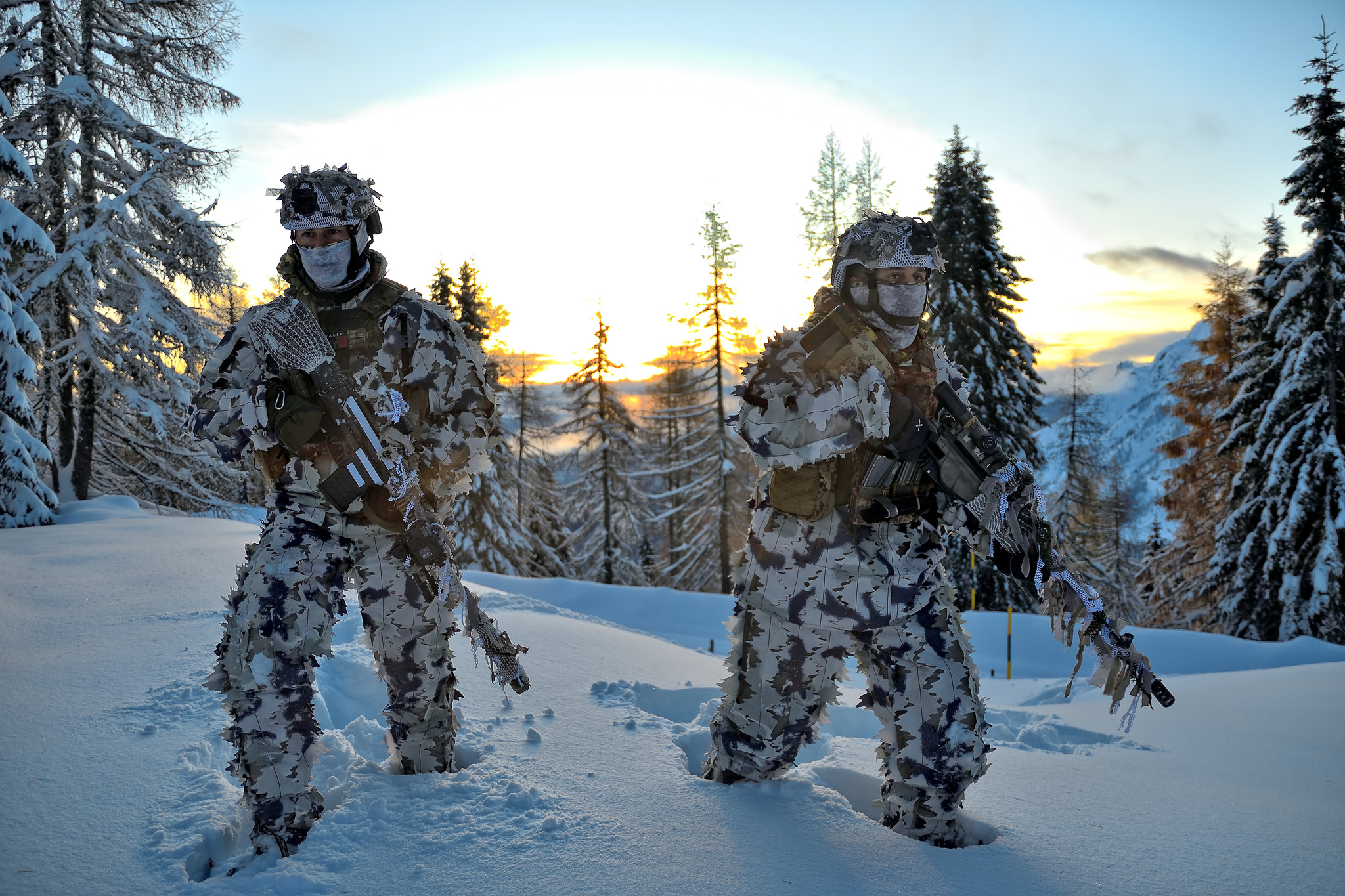
2019년, 제8산악연대의 저격병이 동계 길리슈트를 착용한 모습

2014년 러시아의 크림 반도 합병으로 유럽의 안보 정세가 변화하자 2013 군사개혁은 잠시 중단되었다. "포주올로 델 프리울리"와 "프리울리" 여단은 병합되지 않았으며, "사르데냐 척탄병" 여단 또한 해체되지 않았다. 2019년 7월 1일에 육군은 2013년의 군사계획을 공식적으로 취소했다: 같은 날짜에 피렌체에서는 "프리울리" 사단의 명칭이 "비토리오 베네토"로 바뀌었다. 이로서 "프리울리" 부대 명칭의 전통이 다시 "포주올로 델 프리울리" 여단과의 병합이 취소된 공중기동여단 "프리울리"로 돌아오게 되었다. "사르데냐 척탄병" 여단의 해체가 철회되면서 제1"사르데냐 척탄병"연대의 2번째 대대가 제2척탄대대 "첸기오"로 독립하였고 2020년에는 연대급으로 규모가 증강되는 등 여단의 전력 복구가 진행되었다.
2020년 1월 10일에 제31기갑연대가 "카발레께리 디 로디" 연대(제15)로 개편되어 기계화여단 "피네롤로"의 개편을 마쳤다.

### 2023년 변혁
2023년 5월에 "아퀴", "비토리오 베네토" 사단 사령부와 육군 모의전/검증 센터가 지상군사령부 육군작전사령부 소속이 되었다. 2023년 7월 1일에 수도군사령부가 지상군사령부 육군작전사령부에 합병되었고 같은 날에 명칭이 지상군작전사령부로 바뀌었다.

## 조직

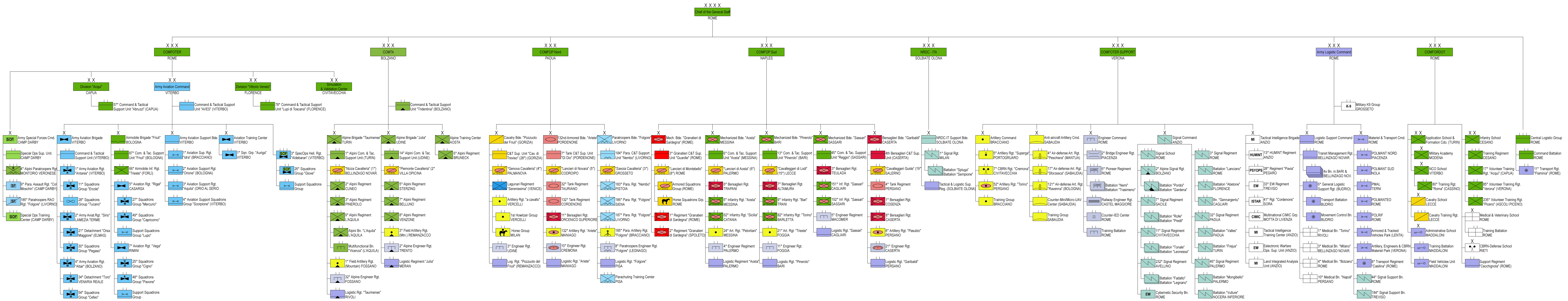
2023년 10월 1일 이후 이탈리아군 조직도

| Name                        | Headquarters | Subunits |
| --------------------------- | ------------ | --- |
| 지상군작전사령부 (COMFOTER) | 로마         | "아퀴" 사단, 카푸아 "비토리오 베네토" 사단, 피렌체 육군특수전사령부 육군항공사령부 - 공중기동여단 프리울리" - 육군항공지원여단 |
| 지상군지원사령부            | 베로나       | 포병사령부 대공포 사령부 공병사령부 통신사령부 전술정보여단                                                                    |
| 남부작전군구(COMFOP Sud)    | 나폴리       | 기계화여단 "샤르데냐 척탄병" 기계화여단 "아오스타" 기계화여단 "피네롤로" 기계화여단 "사사리" 베르살리에 여단 "가리발디"        |
| 북부작전군구(COMFOP Nord)   | 파도바       | 포주올로 델 프리울리 기병여단 제132 아리에테 기갑여단 폴고레 공수여단                                                          |
| 산악부대사령부(COMTA)       | 볼차노       | 줄리아 산악여단 타우리넨세 산악여단                                                                                            |
| 나토신속대응군 - 이탈리아   | 밀라노       | NRDC-ITA 지원여단 |
| COMLOG                      | 로마         | 군수지원사령부 |
| COMFORDOT                   | 로마         | |

## 부대 편제
이탈리아 육군에 소속된 모든 여단이 해외 파병 임무를 수행한적이 있으며 현재도 이탈리아 영토 밖에서의 임무에 투입되고 있다. 전투여단은 각각 3~5000명의 부대원들이 소속되어 있다. 여단 기동 부대는 연대급 부대로 분류되어 있지만 지휘보급지원 중대와 전투 대대로 이루어진 규모가 큰 대대급의 병력과 장비를 운용한다. 포병연대는 추가적으로 정찰, 표적획득, 전술연락포대 등을 운용한다.
각 완편된 이탈리아 육군 여단은 다음과 같은 부대들은 운용한다:
- 여단 본부
  - 지휘전술지원대대
    - 지휘중대
    - 통신중대

  - 기병연대
    - 지휘보급지원대
    - 기갑전대단
      - 3× 정찰전대(대대) (각 6× 센타우로, 12× 푸마 4×4 (센타우로는 6× 프레치아 EVO 정찰형과 푸마, VTLM (Veicolo Tattico Leggero Multiruolo, 다용도 경량 전술차량) Lince II로 대체될 예정)
      - 중기갑전대 (14× 센타우로, (센타우로 II로 대체 예정))

  - 포병연대
    - 지휘보급지원포대 (대대)
    - 정찰, 표적획득, 전술연락포대 (포병 레이더, 드론, 전방 관측자)
    - 포병단
      - 3× 곡사포 포대 (각 6× PzH2000 아니면 FH70 곡사포 장비)
      - 화력기술지원포대 (화력유도센터)

  - 공병연대
    - 지휘보급지원중대
    - 공병대대
      - 3× 공병중대 (전투공병)
      - 전개지원중대 (건설, 교량건설 등.)

  - 보급연대
    - 지휘보급지원중대
    - 보급대대
      - 보급중대
      - 정비중대
      - 수송중대

여단의 종류(소형, 중형, 대형)에 따라 각 여단은 세개의 기동 대대를 운용했다. 현재 폴고레, 타우리넨세, 줄리아 여단은 각각 세개의 소형 보병연대, 피네롤로와 아오스타 여단은 각 세개의 중형 보병연대, 가리발디와 아리에테는 각 두개의-한개의 대형 보병연대와 한개의 전차연대-를 운용한다. 프리울리, 사사리, 사르데냐 척탄병과 포주올로 델 프리울리 여단 소속의 연대들은 다른 여단 소속의 연대들과 구조적으로 동일하지만 여단의 규모는 완편된 여단급 부대가 운용하는 규모인 8개의 연대급 부대에 미치지 못한다.
현 이탈리아 육군이 운용중인 여단급 부대는 다음과 같다:
- 소형 보병연대 (산악, 라구나리, 공수; 그리고 제66보병연대)
  - 지휘보급지원중대
  - 보병대대
    - 3× 소총중대 (푸마 6×6, Bv206 (산악), 이베코 VTLM(Veicolo-Tattico-Leggero-Multiruolo) 링스; 각 중대는 3× 81mm 박격포와 2× 스파이크 MR 대전차 미사일로 무장)
    - 기동지원중대 (각 중대는 4× 120mm 박격포, 4× 스파이크 MR(Medium Range) 대전차 미사일)
- 중형 보병연대 (제5, 9, 62, 82보병연대; 제3, 6, 7 베르살리에리 연대)
  - 지휘보급지원중대
  - 보병대대
    - 3× 소총중대 (각 중대는 14× 프레치아 보병전투차, 3× 81mm 박격포, 2× 대전차형 프레치아 전투 차량(1× 스파이크 LR 대전차 미사일, 2× 스파이크 MR 대전차 미사일)로 무장)
    - 기동지원중대 (각 중대는 2× 프레치아 보병전투차, 4× 프레치아 자주박격포 (120mm 박격포), 4× 대전차형 프레치아 전투 차량(1× 스파이크 LR 대전차 미사일, 4× 스파이크 MR 대전차 미사일), 12x 정찰용 VTLM 링스로 무장)
- 대형 보병연대 (제1, 8, 11 베르살리에리 연대; 제1, 2 척탄병연대)
  - 지휘보급지원중대
  - 보병대대
    - 3× 소총중대 (각 중대는 14× 다르도 보병전투차, 3× 81mm 박격포, 2× 다르도 스파이크 LR 대전차 미사일 탑재형으로 무장)
    - 기동지원중대 (각 중대는 2× 다르도 보병전투차, 4× M106 120mm 자주박격포, 4× 다르도 스파이크 LR 대전차 미사일 탑재형으로 무장)
- 전차연대 (제4, 32, 132 전차연대)
  - 지휘보급지원중대
  - 전차대대
    - 3× 전차중대 (각 13× 아리에테 주력 전차)

사사리 여단 소속의 연대 세개중 두개는 아직 소형 보병 연대 규모로만 무장하고 있으며 여단의 제3 베르살리에리 연대는 2018년 1월 6일에 중형 보병 연대로의 전환을 개시해 진행중이다. 제2"사르데냐 척탄병"연대는 2022년 9월 1일에 소형 보병 연대로 재활성화 되었으며 육군이 발주한 신형 궤도 보병전투차가 입고되면 대형 연대로 전환할 예정이다. 

## 작전
2차 세계대전 전후 이탈리아가 서명한 평화조약은 전후 25년간 이탈리아군의 해외 작전 수행과 함선에 기반한 고정익 항공기를 운용하는 것을 금지했다. 
조약은 1970년에 만료되었지만 이탈리아가 해외 영토에 처음으로 부대를 파병한 것은 유엔의 요청으로 베이루트에 평화유지군을 파견한 1982년이다. 1980년대부터 이탈리아는 다른 서방 국가들과 함께 세계 곳곳(특히 아프리카, 발칸반도, 중동)에서 평화유지임무를 수행했다.
이탈리아 육군은 2차세계대전 이후 대규모 전투 작전을 수행한적이 없다. 이탈리아 특수부대는 특수임무부대 '니비오'에 소속되어 탈레반 소탕 작전에 참여했었다. 1950년 한국전쟁 발발 당시에는 이탈리아가 아직 유엔의 가입국이 아니었다.
이탈리아는 1990-91년의 걸프전에 참전하기는 했지만 오로지 8대의 이탈리아 공군 파나비아 토네이도 폭격기를 사우디아라아에 파견한 것이 전부였다; 전쟁 이후 북부 이라크의 쿠르드 난민들을 돕기 위해 이탈리아 육군 병력의 파병이 이루어졌다.

## 같이 보기
- 이탈리아 해군
- 이탈리아 공군
- 카라비니에리